# 국도 제25호선 (아르헨티나)

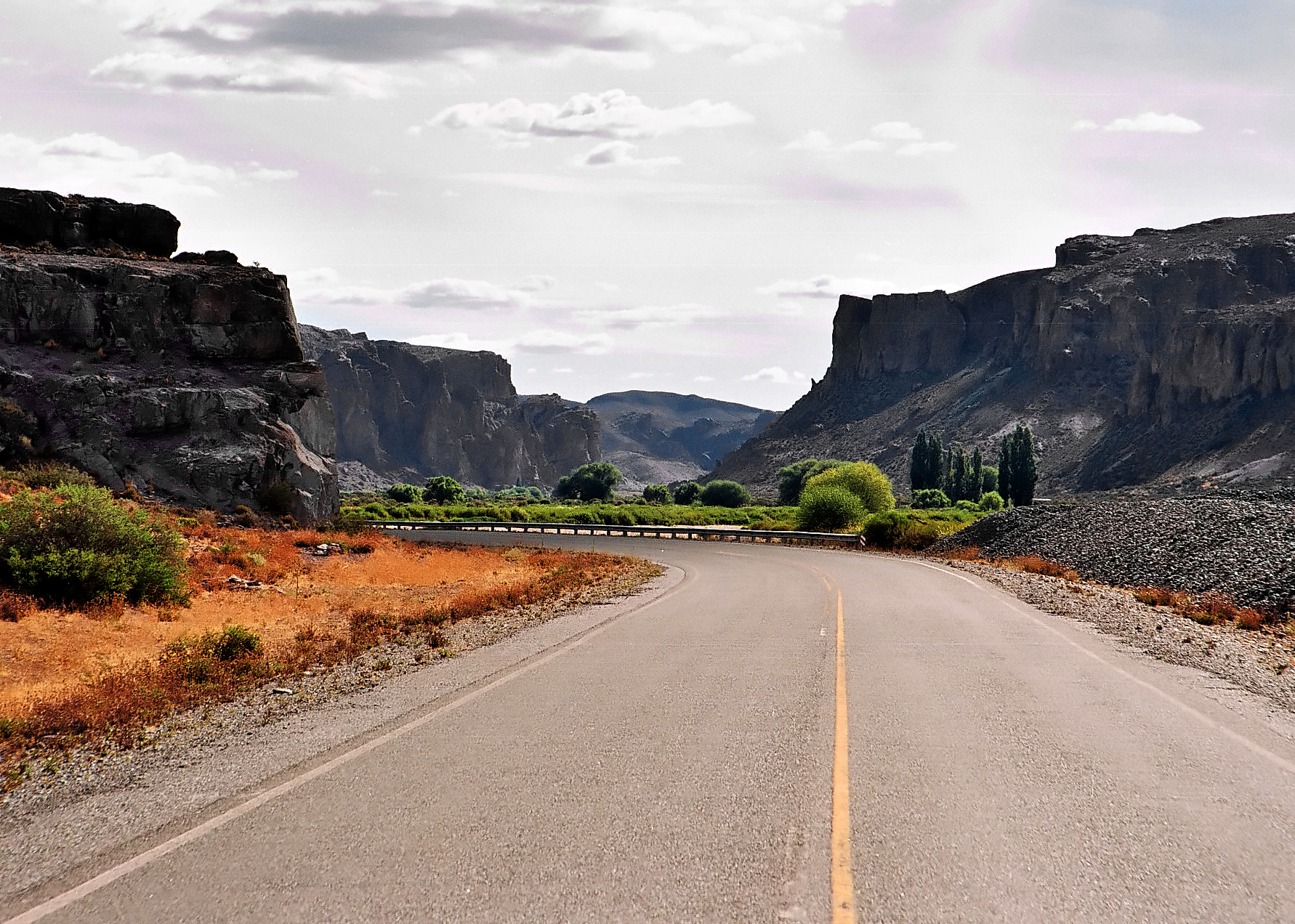
국도 제25호선

국도 제25호선(스페인어: Ruta Nacional 25)은 아르헨티나의 일반 국도로, 총 연장은 534km이며, 라우손에서 텍카까지 이르고 있다.
주요 경로를 보면 추부트주의 주도인 라우손과 트렐레우에서는 국도 제3호선과 서로 교차하고, 주요 연선으로는 추부트강을 연선으로 따라간다. 또한 종점은 텍카이다.